# Stiftelsen Konung Oscar I:s minne församling
Stiftelsen Konung Oscar I:s minne församling var en församling för de boende vid Stiftelsen Konung Oscar I:s Minne i Bagarmossen i Stockholms stift. Församlingen var inledningsvis en del av Maria Magdalena församling.

## Administrativ historik
Församlingen bildades 1888 i Maria Magdalena församling.